# Max Traeger
Max Heinrich Johannes Traeger (* 9. Juni 1887 in Hamburg; † 10. Januar 1960 in Hamburg) war ein deutscher Gewerkschafter. Er war Gründungsmitglied und erster Vorsitzender der Gewerkschaft Erziehung und Wissenschaft.

## Leben
Traeger war während der Weimarer Republik Lehrer und Schulleiter an der Hamburger Schule Borgesch. Im Laufe der 1920er-Jahre gehörte er mehrfach dem Vorstand der Gesellschaft der Freunde des vaterländischen Schul- und Erziehungswesens an, war zeitweilig ihr Proponent (Vorsitzender). Von 1927 bis 1933 war er Mitglied der Hamburgischen Bürgschaft zuerst in der Fraktion der Deutschen Demokratischen Partei und von 1930 an in der Fraktion der Deutschen Staatspartei. Als die Nationalsozialisten 1933 an die Macht kamen, wurde er abgesetzt und nach Angabe der GEW einem Berufsverbot unterzogen. Umstritten ist heute das vermeintliche Berufsverbot während der NS-Herrschaft und seine Rolle im Nationalsozialistischen Lehrerbund (NSLB), dem er am 1. Mai 1933 beigetreten war. Durch seine Mitgliedschaft im NSLB, dem er bis zu dessen Auflösung angehörte, wird er aus historischer Sicht als NS-belastet angesehen.
Nach dem Zweiten Weltkrieg wurde er aktives Mitglied der FDP und 1945 Obersenatsrat in der Leitung der Schulfürsorge:
Er half mit, Schulkinder mit Nahrung und Kleidung zu versorgen, organisierte Notwohnungen für Lehrer und errichtete Erholungsheime an Nord- und Ostsee.
In den Nachkriegsjahren war er als Vorsitzender der Gesellschaft der Freunde des vaterländischen Schul- und Erziehungswesens federführend an der Gründung der Gewerkschaft Erziehung und Wissenschaft (GEW) beteiligt und half mit, diese in den Deutschen Gewerkschaftsbund (DGB) zu überführen. Er war dann erster Vorsitzender der GEW von 1947 bis 1952. Nachdem er für sechs Jahre von Bernhard Plewe im Amt beerbt wurde, leitete er die GEW von 1958 bis zu seinem Tod 1960 weiter.

## Ehrungen und Benennungen
Max Traeger war Inhaber des Großen Bundesverdienstkreuzes.
Kurz nach Traegers Tod beantragte die Arbeitsgemeinschaft Deutscher Lehrerverbände (Teil der GEW) die Gründung einer Stiftung "Forschungszentrum Max Traeger", die im Januar 1961 unter dem Namen Max-Traeger-Stiftung vollzogen wurde. 1965 wurde auf Beschluss des Hamburger Senats eine Schule in Hamburg-Eidelstedt nach ihm benannt.